# Blama
Blama – miasto w Sierra Leone, w Prowincji Wschodniej. Według danych na rok 2015 liczyło 7097 mieszkańców.